# Ammon (Idaho)
Ammon è una città (city) degli Stati Uniti d'America, situata nella contea di Bonneville, nello Stato dell'Idaho.